# Église Saint-Martin-et-Saint-Sévère

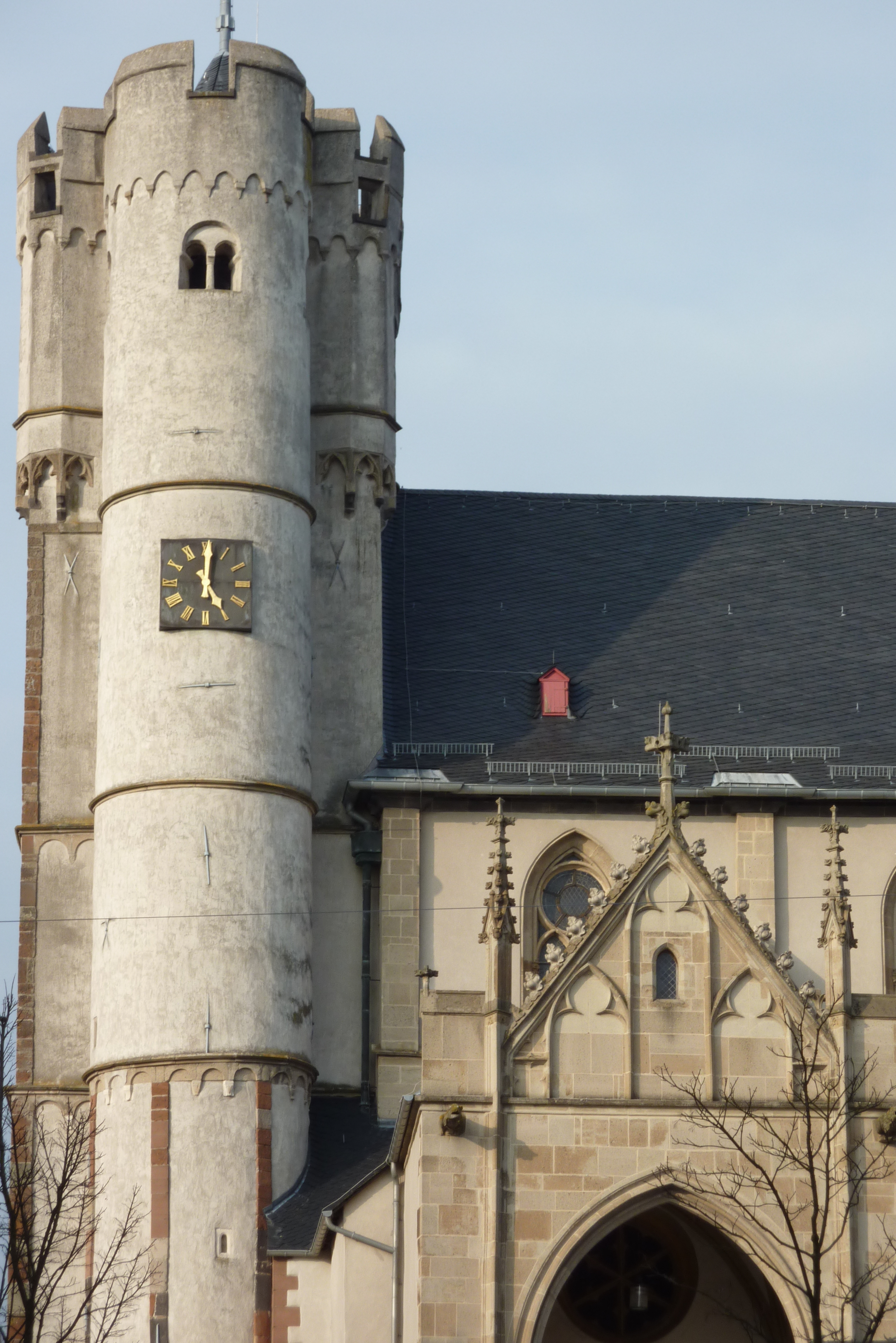
L'aile ouest.

L’église Saint-Martin-et-Saint-Sévère est une ancienne église paroissiale de Münstermaifeld de l'arrondissement de Mayen-Coblence en Rhénanie-Palatinat. Cet édifice typique de la transition entre les styles roman et gothique, qui remonte au XIIe – XIIIe siècle est parfois désigné comme le monastère de Maifeld.
L'église Saint-Martin et Saint-Severin est un trésor culturel d'après la Convention de La Haye (1954).

## Histoire

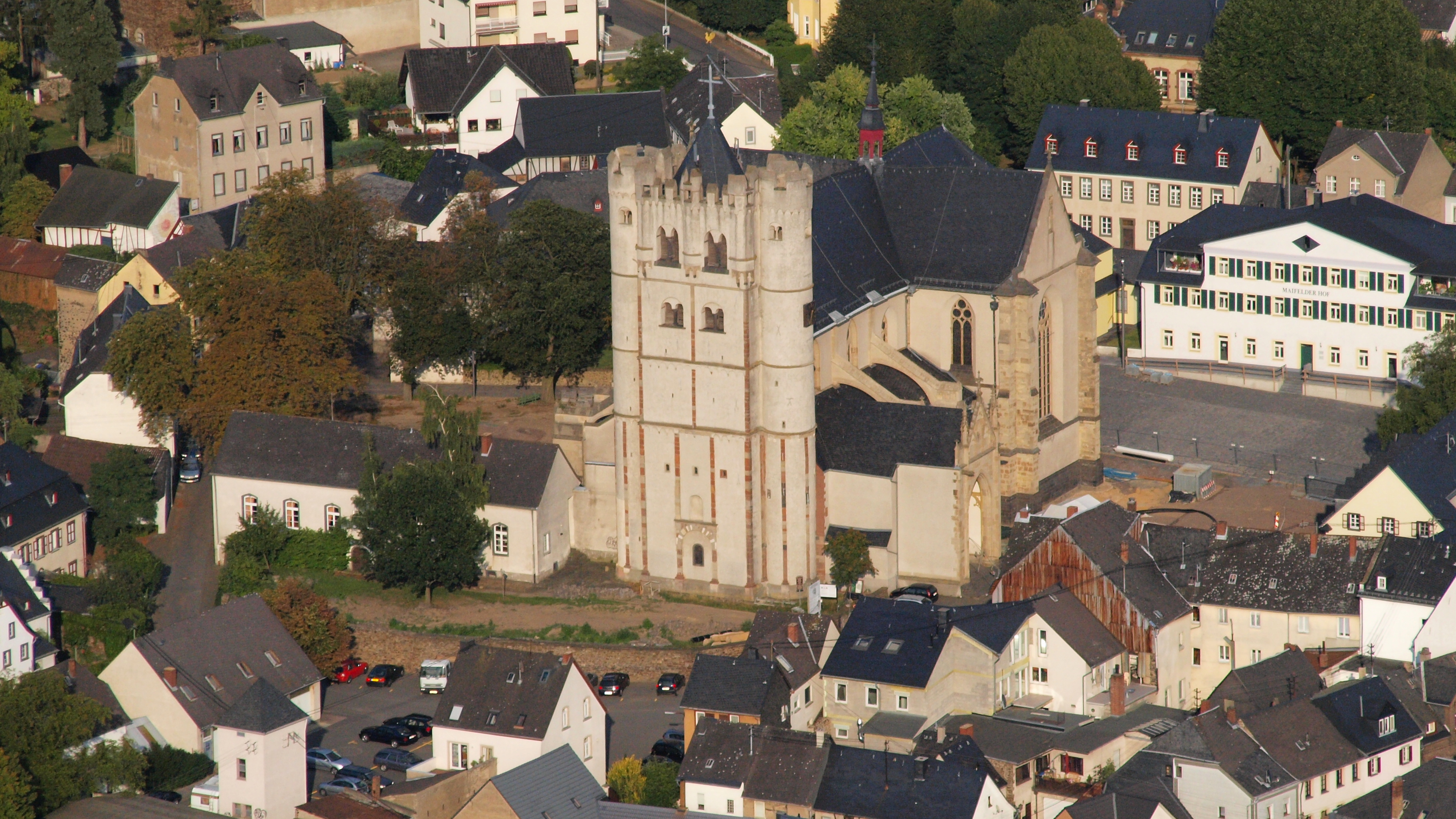
Münstermaifeld – l'église Saint-Martin-et-Saint-Sévère

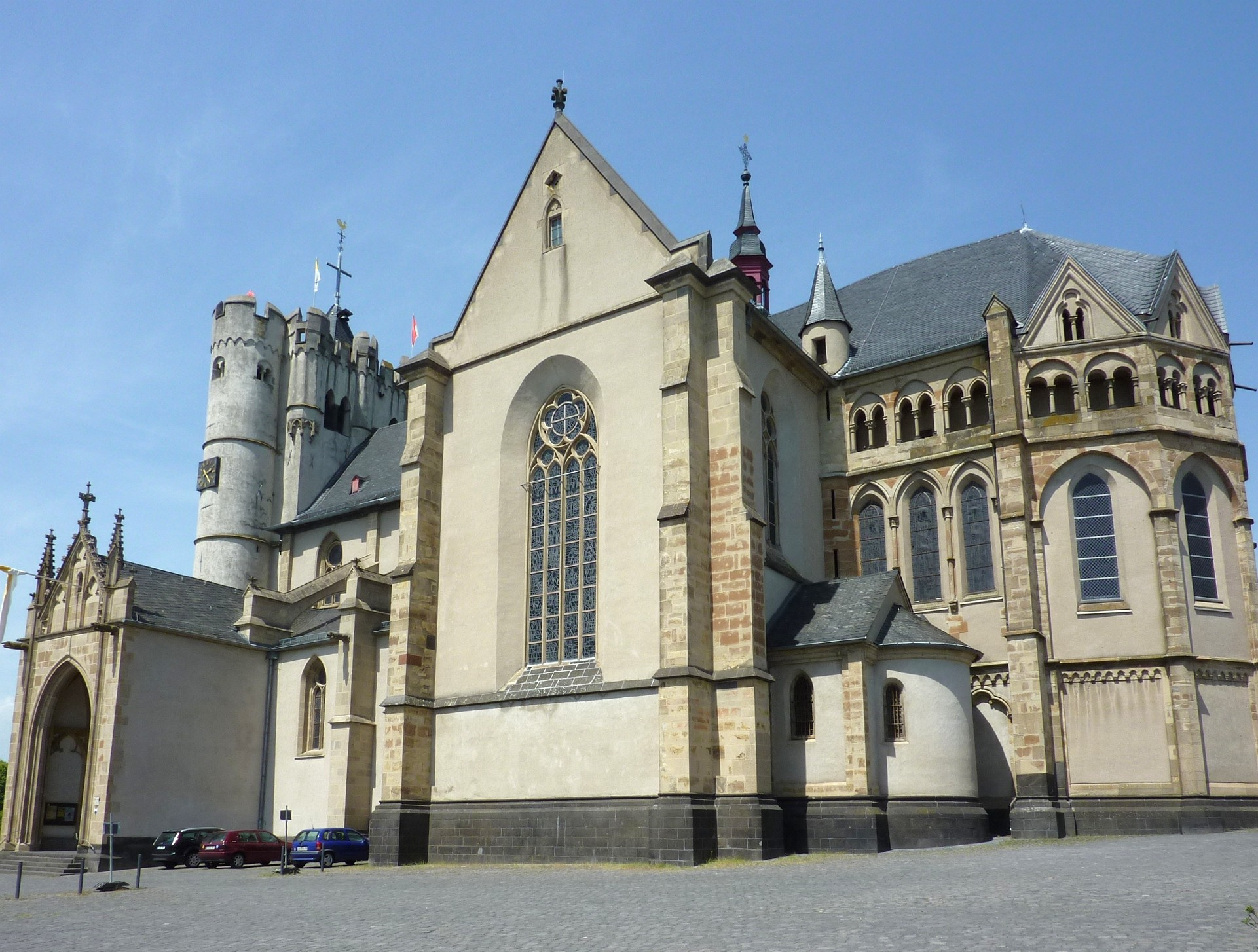
Vue du sud-est.

L'église primitive aurait été fondée à l'époque mérovingienne, entre le VIe et le VIIe siècle. Elle s'est édifiée,  d'après les descriptions du chroniqueur Hontheim de Trèves, contemporain de l'archevêque Magnéric de Trèves, sur les fondations d'une tour de guet romaine, pour servir de foyer d'Évangélisation. En 640, l'église Saint-Martin est consacrée par l'archevêque Modoald de Trèves. Peu après 700, elle devient „Monasterium“ (Münster), c'est-à-dire abbatiale. Sa première mention comme église paroissiale remonte à 905.
L'évêque Robert de Trèves avait, au mois de février 952, rapporté d'Italie des reliques de Saint Sévère de Ravenne à Trèves. Quelques années plus tard (sans doute en 956), il les fit déposer dans le Monasterium de Münstermaifeld (une partie des reliques sera expédiée par la suite à Boppard) : c'est ainsi que l'église devint pour tout le Moyen Âge un lieu de pèlerinage.

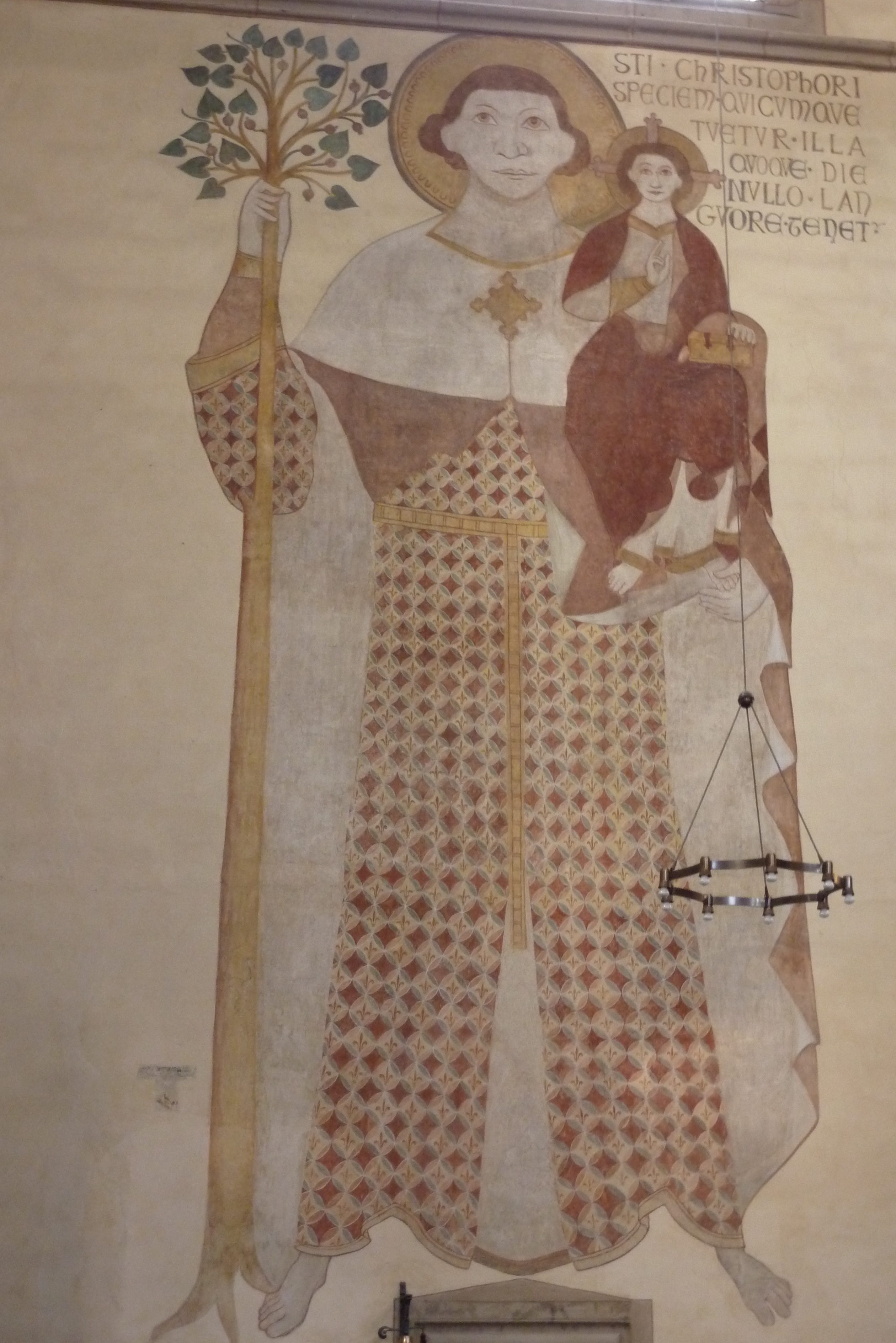
Saint Christophe

Les soubassements de l'actuelle façade occidentale, avec ses deux tours hautes de 34 m, sont aujourd'hui le principal vestige de l'église romane consacrée en 1103 par l'archevêque Bruno de Bretten .
Cette basilique à toit en terrasse fut remplacée entre 1225 et 1322 par l'actuelle église gothique. On remania d'abord le chœur, un des plus beaux exemples de chœur polygonal pré-gothique de Rhénanie, avec ses absides latérales aux formes du roman tardif du XIIIe siècle. Puis le transept et la nef ont été réalisés dans un style plus nettement gothique. Le triforium gothique, avec ses merlons et oriels, n'a été aménagé qu'au XIVe siècle. Le rehaussement des tours jusqu'à quatre étages était indispensable pour former le nouveau clocher. C'est ainsi que les anciens abat-sons, encore reconnaissables aujourd'hui, ont disparu sous les combles. L'église a été consacrée en 1322 par l'archevêque Baudouin de Trèves.
L'abbaye fut confiée à ce moment à des chanoines augustins. Cette congrégation a été dispersée en 1802 dans le cadre de la Sécularisation. D'importants travaux de réparation ont été entrepris entre 1924 et 1933, qui ont permis de redécouvrir les fresques des XIIIe et XVe siècles.

## Intérieurs
L'intérieur de l'église frappe par le volume offert et la hardiesse des piliers, qui s'élèvent harmonieusement jusqu'à converger à la croisée d'ogives.
- Le retable de style anversois, qui domine le maître-autel, est un chef d’œuvre de bois sculpté médiéval. Cette pièce du XVIe siècle se trouvait jusqu'en 1932 dans le déambulatoire nord.

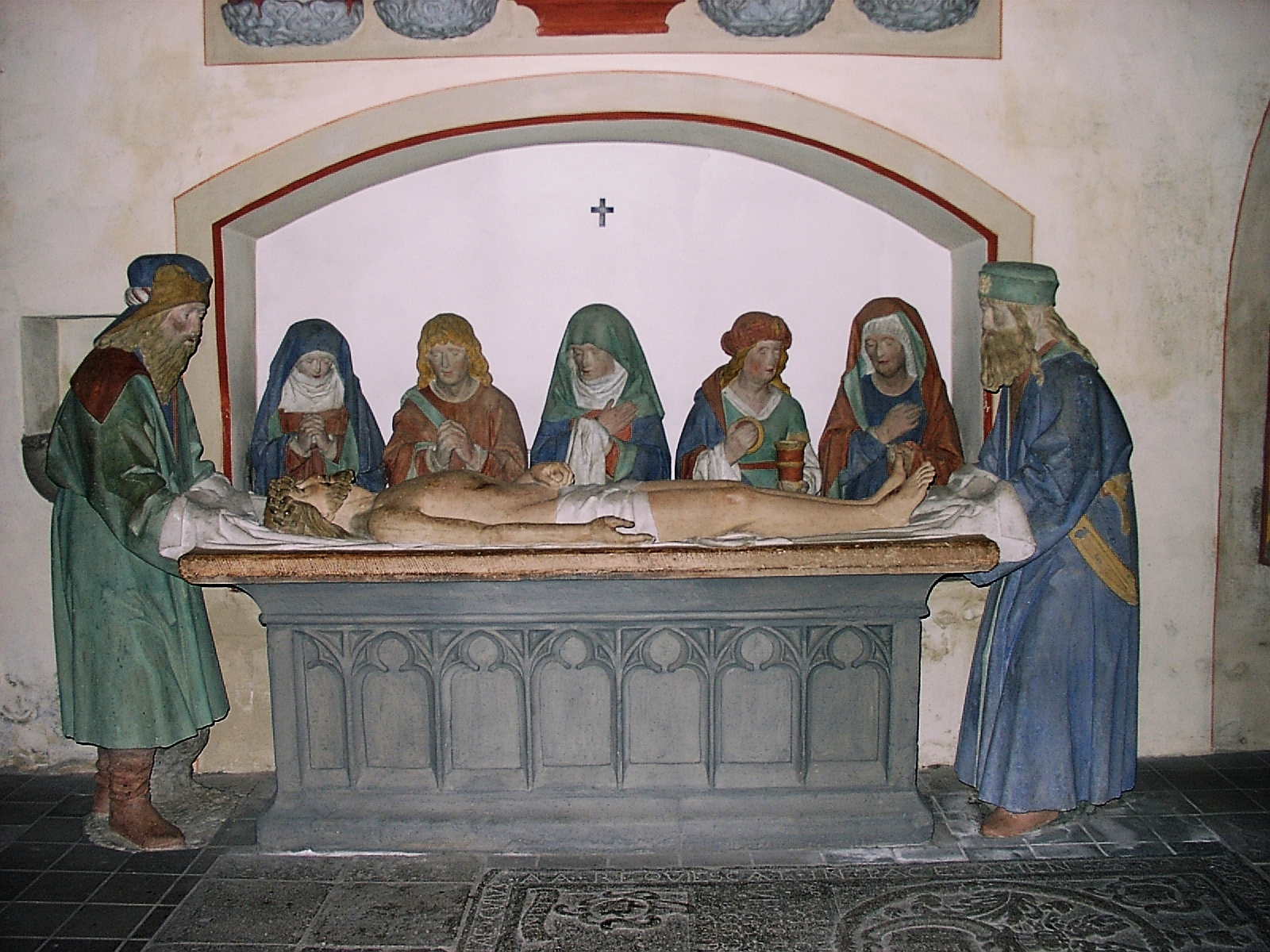
Statuaire funéraire à Maifeldmünster

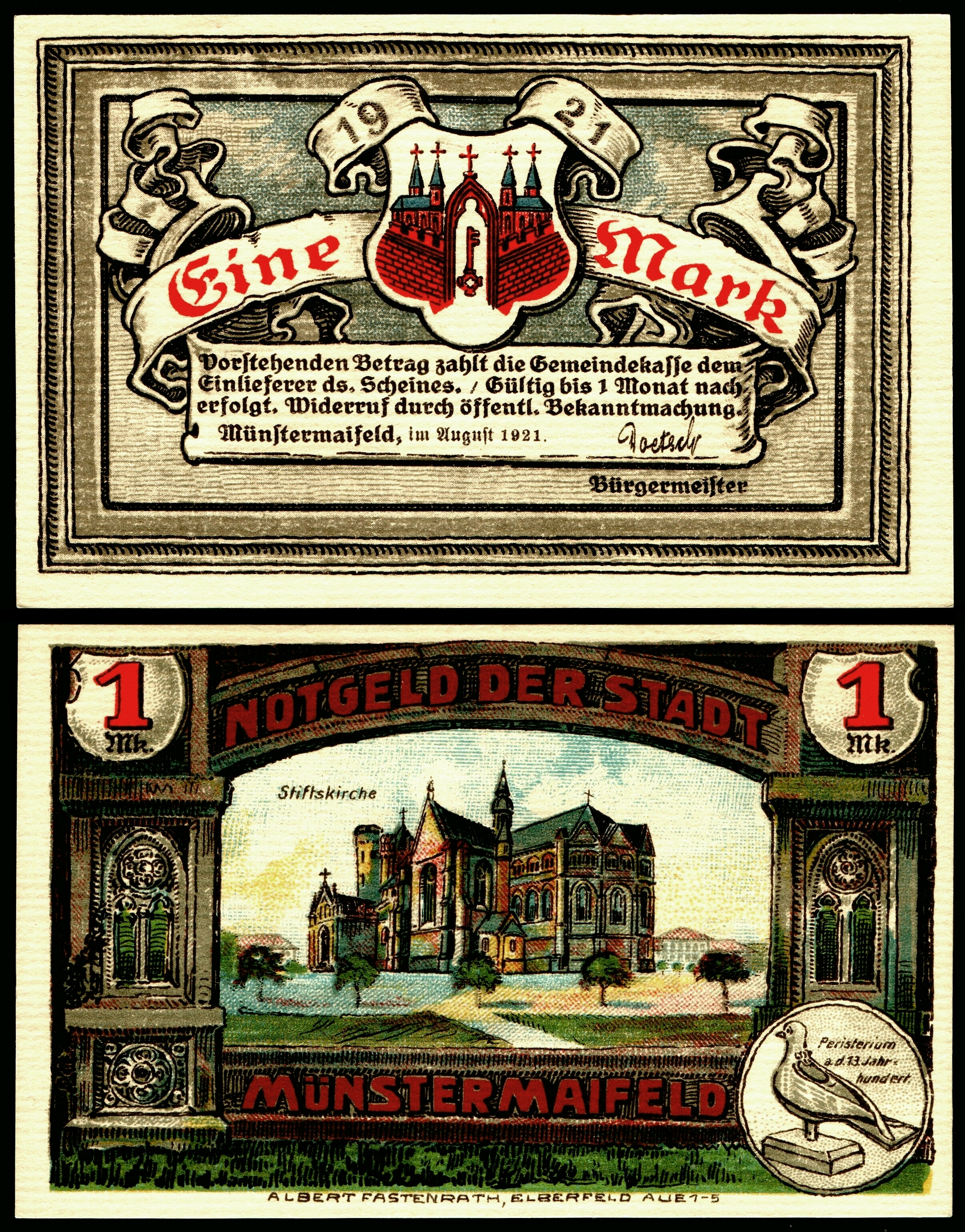
L'église représentée sur un billet de 1921

- Dans le collatéral nord, il y a une mise au tombeau du Christ (vers 1500) comportant sept personnages taillés dans le tuf à échelle réduite. Du point de vue stylistique, cette œuvre s'apparente à la Mise au tombeau d'Andernach (église de la Sainte-Vierge) et de Sinzig. Au dessus de cette mise au tombeau, on peut voir un tableau du  Christ en souffrance entouré de quatre anges et des instruments de la Passion, le tout recouvert d'un dais surélevé.
- Un tableau représentant Saint Christophe avec l'Enfant au bras gauche, haut de 8 m, date du XIIIe siècle, et se trouve sur la cloison nord du transept.
- Les fresques ont été découvertes lors de la dernière réfection de l'église et ont été restaurées.
- Les tombeaux des princes d'Eltz comptent au nombre des plus belles œuvres de l'église, surtout l'épitaphe de Cunon d'Eltz et d'Ella d'Esch avec ses deux bas-reliefs en basalte et le tombeau de marbre de Nicolas d'Eltz et de sa femme Marie von Hoort, ainsi que la statue en marbre dédiée à leur fils Johann Wilhelm Antonius Bertramus, seigneur d'Eltz et chanoine de Trèves.

## Orgue
Le premier orgue de facture Stumm a été installé en 1722 dans le Münstermaifeld. Il avait coûté 600 florins rhénans. L'instrument actuel a été installé en 1864 par Ludwig Hünd de Linz/Rh. dans le buffet Stumm. Le positif du logement inférieur a aussi été remplacé. Sa disposition est la suivante :
| I Hauptwerk C– |                   |     |
| 1.             | Principal         | 16′ |
| 2.             | Bourdon           | 16′ |
| 3.             | Principal         | 8′  |
| 4.             | Gedakt            | 8′  |
| 5.             | Viole de Gambe    | 8′  |
| 6.             | Octave            | 4′  |
| 7.             | Gedakt            | 4′  |
| 8.             | Quinte            | 3′  |
| 9.             | Octave            | 2′  |
| 10.            | Cornet IV (ab g0) |     |
| 11.            | Mixtur IV         | 2′  |
| 12.            | Trompette         | 8′  |

| Positif II C– |                          |    |
| 13.           | Salicet                  | 8′ |
| 14.           | Hohlpfeif                | 8′ |
| 15.           | Fernflöte (ab g0)        | 8′ |
| 16.           | Flûte traversière        | 8′ |
| 17.           | Principal                | 4′ |
| 18.           | flûte en corne           | 4′ |
| 19.           | flûte en corne de quinte | 3′ |
| 20.           | Flageolet                | 2′ |
| 21.           | Euphonie                 | 8′ |

| Pedal C– |               |     |
| 22.      | Violon        | 16′ |
| 23.      | contrebasse   | 16′ |
| 24.      | basse-Octave  | 8′  |
| 25.      | Gedakt quinte | 6′  |
| 26.      | Octave        | 4′  |
| 27.      | Posaune       | 16′ |
| 28.      | Trompette     | 8′  |
| 29.      | Clairon       | 4′  |